# Microssociologia
Microssociologia é um dos principais ramos de estudos da sociologia, que possui como tema a natureza das interações sociais humanas cotidianas. É baseada em análises interpretativas ao invés de observações empíricas e/ou estatísticas, e possui grande proximidade com escola de fenomenologia da filosofia. O principal precursor da microssociologia é o sociólogo alemão Max Weber (1864-1920) e seu conceito de ação social. Seus principais representantes no século XX são George Herbert Mead, Erving Goffman, Harold Garfinkel (Etnometodologia), Alfred Schutz (Fenomenologia Social) e Herbert Blumer (Interacionismo simbólico). 